# Velký Záb
Velký Záb (arabsky الزاب الاعلى‎, syrsky ܙܒܐ ܥܠܝܐ, kurdsky Zê Gewre, turecky, v antice řecky Λύκος, latinsky Lycus) je řeka ve východním Turecku (provinciích Van a Hakkâri) a v Iráku (Irbíl, Dahúk). Je 473 km dlouhá. Povodí má rozlohu 26 200 km².

## Průběh toku
Pramení na západních výběžcích horského hřbetu Kotur a protéká rovinou Kurdistánu. Ústí zleva do Tigridu.

## Vodní režim
Zdrojem vody je horský sníh a také dešťové srážky. Vodnost řeky je nejvyšší od dubna do května, v létě a na podzim hladina klesá. Průměrný roční průtok vody v ústí činí 403 m³/s.

## Využití
Využívá se pro zavlažování. Byla na ní postavena přehrada. Na řece leží města Zibar, Kelek a Kuvajr.